# Cycnoderus lividus
Cycnoderus lividus är en skalbaggsart som beskrevs av Giesbert och Chemsak 1993. Cycnoderus lividus ingår i släktet Cycnoderus och familjen långhorningar. Inga underarter finns listade i Catalogue of Life.